# 蒋广发
蒋广发（1893年—1978年8月5日），字誉卿，汉族（另一说系契丹后裔），勐板（中英勘界后划归云南，后属潞西县地界）人。为第二任勐板土千总。

## 生平
1905年，蒋金龙告替，子蒋广发继任勐板土千总。任内因击杀土匪，受到云南省长唐继尧嘉奖。蒋广发与李根源、李曰垓、张问德、朱旭等人私交甚好，任内因汉族身份及与汉族高级官员的关系，被滇西傣族土司孤立。1931年因自觉年事已高，向省府呈文告替，子蒋家俊袭位。蒋广发晚年居家研讨经史诗文自娱，文化大革命时期被下放施甸县苏家村，于1978年8月5日逝世，葬于苏家村后山，1992年遗体迁回潞西县中山乡茅草坪（原勐板土千总故地）。:255-262

## 家庭
妻为姚凤英，1959年移居缅甸，1979年病故，葬于腊戌华侨墓园，二人育有五男三女:262。